# Riemke (Hemer)
Riemke ist als ein Teil der ehemals selbstständigen Gemeinde Deilinghofen seit dem 1. Januar 1975 ein Ortsteil der Stadt Hemer in Nordrhein-Westfalen. Es liegt im Osten Hemers, an der Grenze zu den Nachbarstädten Menden und Balve.
Die erste urkundliche Erwähnung Riemkes geht auf das Jahr 1281 zurück, als vom Rittersitz Rymbecke die Rede ist. Der Rittersitz gehörte zu einem Verteidigungssystem hinter der Burg Klusenstein, mit dem die Grafschaft Mark ihre Grenze zu Kurköln absicherte.
Am 21. Januar 1818 wurde Riemke ein Teil der Mairie Hemer, ab 1841 gehörte es als Mitglied der Steuergemeinde Deilinghofen zur fortan Bürgermeisterei Hemer genannten Verwaltungseinheit. Mit der Bildung des Amtes Hemer wurden die Siedlungen Riemke und Apricke zur amtsangehörigen Gemeinde Apricke vereinigt. Später wurde diese zuerst Teil der Gemeinde Brockhausen, später Ortsteil von Deilinghofen. Seit dem 1. Januar 1975 ist Riemke ein Ortsteil der Stadt Hemer.
Heute gehört Riemke zu einem Landschaftsschutzgebiet. Die volle Nutzung durch den Menschen ist dort weiterhin erlaubt, jedoch muss der Landschaftscharakter bestehen bleiben. Nördlich von Riemke liegt ein ehemaliger Klärteich, das größte stehende Gewässer der Stadt Hemer. Der Klärteich ist als Naturschutzgebiet Riemke ausgewiesen worden.